# NGC 4800
NGC 4800 este o galaxie spirală situată în constelația Câinii de Vânătoare. A fost descoperită în 1 aprilie 1788 de către William Herschel. Se află la o distanță de 29 de megaparseci de Pământ.